# Lista över operativsystem

## Indelning
Operativsystem kan kategoriseras baserat på olika kriterier, som dock är överlappande:
- Koncept (exempelvis Unix, Windows, MS-DOS, Mac OS Classic)
- Licens (kommersiellt eller öppen källkod)
- Utvecklingsfas (historiskt eller nutida)
- Användningsområde (generellt, arbetsstation, server, inbyggt)
- Syfte (exempelvis produktion, forskning, hobby eller realtid)

## Tidiga historiskt betydelsefulla
- CTSS (The Compatible TimeShare System, utvecklat på MIT av Corbato med flera)
- Incompatible Timesharing System (The Incompatible Timeshare System, utvecklat på MIT för DEC 10 / 20 stordatorer)
- THE operating system (utvecklat av Dijkstra med flera)
- Multics (gemensamt operativsystems-utvecklingsprojekt mellan Bell Labs, GE, och MIT)
- Master programme utvecklat för Leo Computers, Leo III 1962

### Tidiga slutna operativsystem för mikrodatorer
- Apple DOS (första versionen brändes i ROM och innehöll firmware (ett fast program) samt en integrerad BASIC-tolk, sedermera levererades systemet med Microsoft BASIC)
- Business Operating System (BOS) - multiplattform, baserat på kommandoprompt
- UCSD p-System, CPM-86, PC-DOS
- TRS-DOS, ROM OS (i stort sett Microsofts tillämpning av BASIC med vissa utökningar för hantering av filsystem)
- Flex (av Technical Systems Consultants för mikrodatorer baserade på Motorolas 6800-processorer: SWTPC, Tano, Smoke Signal Broadcasting, Gimix, etc)
- FLEX (av TSC för mikrodatorer baserade på Motorolas 6809-processorer)
- mini-FLEX (av TSC på 5.25"-disketter för mikrodatorer baserade på Motorolas 6800-processorer)

## Slutna
Slutna (proprietära) operativsystem från olika tillverkare:

### Acorn
- Arthur
- ARX
- RISC OS
- RISCiX

### Amiga
- AmigaOS
- NetBSD

### Atari ST
- TOS
- MultiTOS
- MiNT

### Apple/Macintosh
- Apple DOS
- A/UX (Unix-baserat operativsystem från 90-talets början)
- ProDOS
- GS/OS
- Mac OS Classic
- Mac OS
- Apple Darwin

### Ardence
- Phar Lap ETS
- RTX

### Be
- BeOS
- BeIA
- Haiku
- Zeta

### Digital
Operativsystem från Digital Equipment Corporation, sedermera Compaq/HP.
- CP/M 1973
- AIS
- OS-8
- ITS (för systemen PDP-6 och PDP-10)
- TOPS-10 (för PDP-10)
- WAITS
- TENEX (från BBN)
- TOPS-20 (för PDP-10)
- RSTS/E (kördes på flera olika maskiner, främst PDP-11)
- RSX-11 (fleranvändarsystem med multikörning för PDP-11)
- RT-11 (enanvändarsystem för PDP-11)
- VMS (för VAX, Alpha och Itanium-baserade datorer, senare omdöpt till OpenVMS)
- Ultrix (DEC:s första version av Unix för VAX och PDP-11, baserat på BSD)
- Digital UNIX (blev sedermera HP:s Tru64)

### IBM
- IBSYS
- OS/2
- OS/3
- OS/36
- OS/38
- AIX (en unixvariant)
- OS/400 (i5/OS)
- VM/CMS
- DOS/360
- DOS/VSE
- OS/360
- MFT (sedermera OV/VS1)
- MVT (sedermera OV/VS2)
- SVS
- MVS (sista varianten av MVT)
- TPF
- ALCS
- OS/370
- OS/390
- z/OS (senaste versionen av IBMs operativsystem för stordatorer)
- Basic Operating System
- PC-DOS (en variant av MS-DOS från IBM)

### ICT/ICL
- GEORGE
- VME
- DME
- TME

### Microsoft
- MS-DOS
- Microsoft Windows
  - Windows 1.0
  - Windows 2.0
  - Windows 3.0 (första versionen med betydande kommersiellt genomslag)
  - Windows 3.1
  - Windows 95
  - Windows 98
  - Windows ME
- Windows NT (utvecklat vid Microsoft av en grupp ledd av David Cutler)
  - Windows NT 3.1
  - Windows NT 3.5
  - Windows NT 3.51
  - Windows NT 4
  - Windows 2000
  - Windows XP (baserat på Windows 2000)
  - Windows Server 2003
  - Windows Vista
  - Windows Server 2008
  - Windows 7
  - Windows 8
  - Windows 10
  - Windows 11
  - Windows Server 2008 R2
- Xenix (licensierad version av Unix; såld till SCO under 90-talet)
- Windows CE (kompaktutgåva för handdatorer)
- Windows Mobile (nyare versioner av Windows CE går under detta namn)

### Norsk Data
- Sintran

### Sun Microsystems
- SunOS (en BSD-variant)
- Solaris (SunOS omskrivet till UNIX System V)

### Andra slutna Unix-lika ochPOSIX-kompatibla system
- Aegis/OS (Apollo Computers)
- AtheOS (fortsätter som Syllable efter en förgrening av koden)
- Cromix (unixemulerande operativsystem från Cromemco)
- Coherent (unixliknande operativsystem från Mark Williams Co. för PC-datorer)
- D-NIX
- HP-UX från HP
- Idris funktionskopia från Whitesmiths
- IRIX från SGI
- Mac OS från Apple Inc.
- Menuet
- NeXTSTEP
- OS-9 (unixlikt RTOS (unixemulerande operativsystem från Microware för mikrodatorer baserade på Motorolas 6809-processorer)
  - OS-9/68k (unixemulerande operativsystem från Microware för mikrodatorer baserade på Motorolas 680x0-processorer; utvecklades från OS-9)
  - OS-9000 (portabelt unixemulerande operativsystem från Microware; en av tillämpningarna fungerade med Intel x86)
- OSF/1
- OPENSTEP
- Plan 9 (nätverksoperativsystem skapat av Bell Labs)
- Inferno
- QNX (POSIX, operativsystem med mikrokärna; oftast ett inbäddat realtids-operativsystem)
- Rhapsody
- RiscOS
- SCO OpenServer (från SCO, uppköpt av Caldera som sedan bytte namn till SCO)
- System V (en version av AT&T Unix, 'SVr4' var den fjärde mindre uppgraderingen)
- UNIflex (unixemulerande OS av TSC för DMA-kapabla, utökade adresser, Mototola 6809-baserade datorer; till exempel SWTPC, GIMIX, med flera)
- UniCOS
- UTS (Universal Timesharing System, Amdahls eget Unix, baserat på Unix System V, kördes på IBM S/370-arkitektur antingen under IBM:s virtuella maskin eller med normal installation)

## Fria operativsystem

### Unix-lika och andraPOSIX-kompatibla system utvecklade i forskningssyfte
- Minix (utvecklat i undervisningssyfte av Andrew S. Tanenbaum i Nederländerna)
- Unix (utvecklat vid Bell Labs kring 1970, ursprungligen av Ken Thompson)
- Amoeba (utvecklat av Andrew S. Tanenbaum i forskningssyfte)

### Open sourceUnix-liknande
- BSD (Berkeley Software Distribution, ett Unix-liknande operativsystem för DECs VAX-datorer)
  - FreeBSD (en öppen variant av BSD, från Computer Systems Research Group (CSRG))
    - DragonFly BSD (projekt med grund i FreeBSD 4.9)

  - NetBSD (en öppen variant av BSD, från CSRG)
  - OpenBSD (en öppen variant av BSD, från CSRG)
  - PC-BSD
- GNU/Hurd
- Linux
- Linux (fri Unix-liknande operativsystemskärna)
- SSS-PC (utvecklat vid Tokyos universitet)

## MS-DOS-varianter
- DR-DOS (MS-DOS-kompatibelt operativsystem från Digital Research, senare Novell, Caldera med mera; används fortfarande för vissa speciella projekt)
- FreeDOS (funktionskopia av MS-DOS med öppen källkod)
- MS-DOS (operativsystem från Microsoft för PC-datorer)
- PC-DOS (IBM:s version av DOS för PC-datorer)
- QDOS (utvecklat vid Seattle Computer Products av Tim Paterson för Intels 808x processorer; även kallat SCP-DOS; licensierat till Microsoft – blev MS-DOS/PC-DOS)
- ZDOS (en nyare 32-bitars DOS-variant utvecklad av ett det svenska småföretaget Zebor Technology)

## Forskningssystem, icke-Unix
- K42, forskningsoperativsystem från IBM med öppen källkod
- Mach (egentligen en kärna använd tillsammans med övriga delar av BSD-systemet, från forskning om operativsystemskärnor vid CMU; se även NeXTSTEP)
- TUNES, 1994
- V från Stanford, tidigt 80-tal

## Generiska/kommersiella system, övriga icke-Unix
- AROS, öppen källkod (Amiga Research Operating System)
- Bluebottle (tidigare AOS, en aktiv uppdatering till Oberon operating system)
- Control Program/Monitor (CP/M)
  - CP/M-86 (CP/M för Intel 8088/86 från Digital Research)
  - MP/M-80 (Multi programming versionen av CP/M-86 från Digital Research)
- UCSD p-System (portabel komplett programmeringsmiljö, operativsystem samt virtuell maskin utvecklad genom ett studentprojekt vid universiteten i Kalifornien och San Diego. Skrivet i pascal och samordnat av professor Ken Bowles.)
- GEM (användargränssnitt för MS-DOS, DR-DOS och TOS från Digital Research)
- JavaOS
- SSB-DOS (utvecklat av TSC för Smoke Signal Broadcasting; en variant av FLEX i de flesta avseenden)
- DESQView (fönstergränssnitt för MS-DOS, cirka 1985)
- GEOS
- NewOS (öppen källkod)
- Oberon operating system (utvecklat vid ETH-Zurich av Niklaus Wirth med flera för Ceres- och Chameleon-datorer. Se även programspråket Oberon.)
- OS/2 (Windows/MS-DOS kompatibelt operativsystem ursprungligen utvecklat tillsammans med Microsoft men slutligen övertaget av IBM, en teknisk förbättring jämfört med DOS och Windows men ingen kommersiell framgång.)
- TripOS, 1978
- Visi On (första grafiska användargränssnittet för PC-datorer, ingen kommersiell framgång)
- VME från International Computers Limited (ICL)
- MorphOS från Genesi
- NetWare från Novell
- NeXTStep (vilket senare mer eller mindre blev Mac OS)
- Pick (ofta licensierat och omdöpt)
- Primos från Prime Computer
- BS2000 från Siemens AG

## Hobbyprojekt
- LainOS (projekt som baserar sig på FreeBSD och arbetar med målsättningen att reproducera användargränssnittet "Navi" från animeserien Serial Experiments Lain)
- ReactOS (en funktionskopia av Windows NT med öppen källkod)
- Panalix
- SECOS - operativsystem med hög säkerhetsklass
- SkyOS (hobby/kommersiellt skrivbordsoperativsystem för PC-datorer)
- Trion Operating System
- Visopsys (hobbyoperativsystem för PC-datorer)

## Användningsområde

### Handdatorer
- Palm OS från Palm One; numera avknoppade PalmSource (till exempel på plattformarna Palm PDA och Handspring)
- Pocket PC från Microsoft
- EPOC ursprungligen Psion (UK), numera Symbian, ofta referat till som: Symbian OS
- Windows CE från Microsoft
- Linux på Sharp Zaurus
- Android (Linux-baserat)

### Smartphones
- Windows CE
- Linux (Ubuntu Touch, MontaVista Linux för Motorolas A760, E680, Maemo i Nokias N900)
- Symbian OS
- Android (Linux-baserat)
- IOS från Apple

### Switch
- IOS från Cisco
- CatOS från Cisco
- MikroTik RouterOS från MikroTik

### Router
- IOS från Cisco
- MikroTik RouterOS från MikroTik

### Brandväggar
- PIX OS från Cisco
- MikroTik RouterOS från MikroTik

### Microkontrollrar,realtidsoperativsystemochinbyggda system
- Linux
- µCLinux
- Contiki
- eCos
- INTEGRITY
- ITRON
- Montavista Linux
- Nemesis
- Nucleus
- OSE
- OSEK
- PSOS
- QNX
- rt-kernel
- ThreadX
- TinyOS
- TRON OS, utvecklat av Ken Sakamura
- VRTX, det första kommersiella realtidsoperativsystemet
- VxWorks
- Windows XP Embedded

## Fiktiva operativsystem
- ALTIMIT_OS, från .hack
- Hyper OS, från filmen Patlabor
- Wheatonix (aprilskämt)
- Digitronix, från serietidningen The Hacker Files
- Luna/X (Googles aprilskämt 2004 )